# 鷲尾克己
鷲尾 克己（わしお かつみ、1923年4月1日 - 1945年5月11日）は、兵庫県明石市舟上新明町出身の大日本帝国陸軍軍人。最終階級は陸軍大尉。

## 来歴
1923年に兵庫県明石市で生まれる。幼い頃から勉学・運動共に優秀な少年で、1936年に雲中小学校を卒業する際は、担任だった教師が鷲尾の才能を惜しみ、決して裕福でない家庭環境だったにもかかわらず克己を上級学校へ進学させるように両親を説得した。鷲尾の才能を知っていた知人から中学受験の費用を出すと言われ、旧制第一神戸中学校に合格した。鷲尾は剣道部に所属し、「神戸一中の鷲尾」といえば阪神の学生剣道界では有名で、校内では実行力に長けた委員長にも就任するほど有名だった。
1941年に旧制第一神戸中学校を優秀な成績で卒業すると、旧制第三高等学校を受験したが不合格となる。それによって一年間の浪人生活を過ごすことになるが、1942年に第一高等学校文科甲類を受験して合格するとすぐに撃剣部へ入り、南寮12番室にて寮生活を始めた。当時、鷲尾の父親は病弱で、航空機会社に勤務するために一家を連れて神戸市から明石市に移り住み、家族全員で身体の弱い父親の世話に追われていた。
1943年になると、日本軍はミッドウェー海戦で敗れて以降は負け戦を繰り返し、戦局は悪化の一歩をたどっていた。玉砕続きで兵士不足に陥った日本軍に対して、東條英機は「学生猶予の解除」によって解決することにし、同年11月から最初に文科学生から召集を開始した。鷲尾の元にも、同年12月1日に岡山の工兵連隊に入隊せよ、との召集令状（赤紙）が届いた。入隊する前日に入院中だった父親へ別れを告げたが、父親は克己に負けじと無理して職場へ出向いた。

これが裏目に出て、1944年1月27日に克己が二等兵から転科試験を受験しに行く途中、明石付近で父親が危篤との知らせが届き、その翌朝に父親が没した。

克己はその死を知らされず、同年2月9日に陸軍特別操縦見習士官に合格した当日に知らされ、克己にとっては試験合格の嬉しさより父親が死去したことによる悲しみの方が大きい日となった。
1945年のある日、佐賀県目達原基地で訓練中に特別見習士官全員が一室に集められると、上官から突然「今日から全員が特攻隊である。ただし、技術優秀な者から先発する」と言われ、特攻隊員を命ぜられた。この後は特攻訓練を受けるために三重県明野基地へ移動するが、克己は途中で明石市の母親の元へ行き、それとなく自分が死ぬことを告げようとしたが、母は「どうしてお前が死ぬものかね。死ぬはずがないよ…」と苦労の顔を無理に微笑んで見せるのを見て、結局自分が特攻で死ぬことを言えないまま最後の別れを告げた。
同年5月11日午前6時35分、鷲尾は神風特別攻撃隊第55振武隊員として沖縄へ出撃した。享年22だった。